# Bless the Beasts and Children (novela)
Bless the Beasts and Children es una novela de 1970 de Glendon Swarthout que cuenta la historia de varios niños emocionalmente perturbados en un campamento educativo  de verano que se unen para detener una cacería de búfalos. El libro de 151 páginas (192 páginas en rústica, primera edición) cubre algunos temas sociales de las décadas de 1960 y 1970. Fue publicado por Doubleday.
Books on Tape publicó en 2005 una grabación de audiolibro íntegra de la novela y Scott Brick la leyó.f>

## Derechos cinematográficos
Más tarde ese año se produjo una guerra de ofertas por los derechos de la película, que finalmente ganó Stanley Kramer. Kramer negoció con Columbia Pictures el derecho a producir y dirigir la película, que se estrenó mundialmente en el Festival Internacional de Cine de Berlín en agosto de 1971 como la participación de Estados Unidos en la competencia internacional.